# Bluttangare

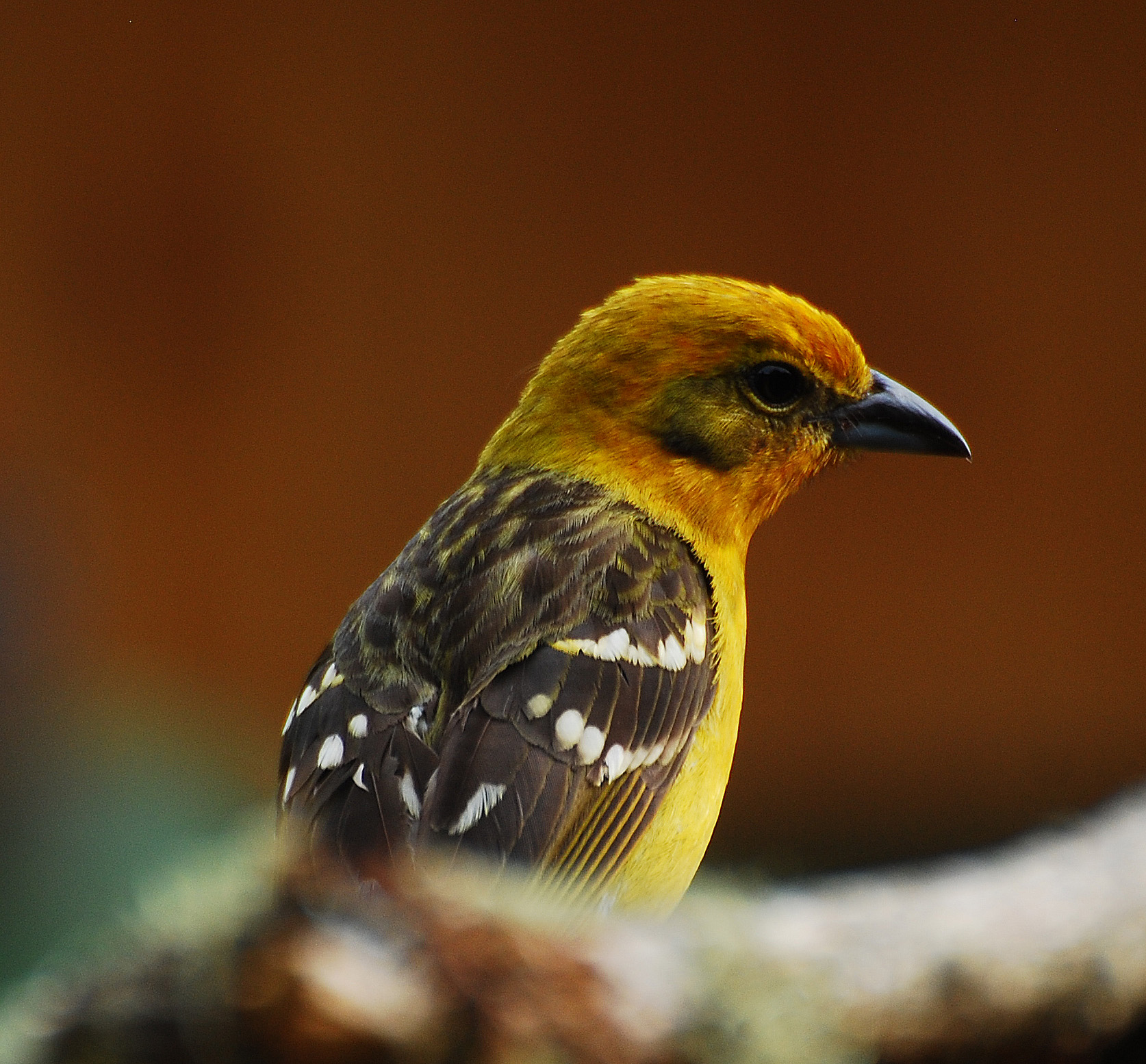
Weibchen

Die Bluttangare (Piranga bidentata) ist eine in Mittelamerika vorkommende Singvogelart aus der Familie der Kardinäle (Cardinalidae).

## Beschreibung

### Aussehen
Adulte Bluttangare erreichen eine Länge von 18,0 bis 19,0 Zentimetern und ein Gewicht von 32,0 bis 48,4 Gramm. Zwischen den Geschlechtern besteht ein deutlicher Sexualdimorphismus. Kopf und Nacken sowie die gesamte Unterseite der Männchen haben eine kräftige orange rote bis blutrote Farbe. Die Ohrdecken sind bräunlich punktiert. Das Rückengefieder ist dunkelbraun marmoriert. Die Flügel sowie die Steuerfedern sind dunkelbraun, jedoch zeigen die Armschwingen und Armdecken breite weiße Spitzen. Die Weibchen zeigen ähnliche Zeichnungselemente wie die Männchen, es dominieren jedoch gelbliche Farbtönungen. Bei beiden Geschlechtern ist der Oberschnabel  schwärzlich, der Unterschnabel dunkelgrau gefärbt. Die Füße haben eine schwärzliche Farbe. Die Iris ist dunkel rötlich braun.

### Lautäußerungen
Der Gesang der Bluttangare besteht aus einer langen Reihe von Phrasen, die reich und musikalisch klingen und von einer erhöhten Warte aus vorgetragen werden.

## Verbreitung und Lebensraum
Das Verbreitungsgebiet der Bluttangare umfasst Gebiete im Süden der USA und in Mittelamerika. Die Art lebt bevorzugt in feuchten Bergwäldern, zuweilen auch in Kaffeeplantagen, Gärten und gebirgigen Gegenden.

## Unterarten
Neben der im Süden von Arizona und Texas sowie im Nordwesten Mexikos vorkommenden Nominatform Piranga bidentata bidentata sind drei weitere Unterarten bekannt:
- Piranga bidentata citrea van Rossem, 1934 – Costa Rica und Panama
- Piranga bidentata flammea Ridgway, 1887 – Westmexiko
- Piranga bidentata sanguinolenta Lafresnaye, 1839 – Ostmexico, Guatemala, Honduras und El Salvador

## Lebensweise
Die Vögel leben zumeist einzeln oder paarweise. Sie ernähren sich in erster Linie von Gliederfüßern (Arthropoda) sowie von Früchten und Beeren, beispielsweise von Heidekrautgewächsen (Ericaceae), Schwarzmundgewächsen (Melastomaceae) und Feigen (Ficus ). Über das Brutverhalten ist wenig bekannt. Das tassenförmige Nest wird ab April aus verwelkten Gräsern und Wurzeln gefertigt und mit feinen Fasern und Blüten ausgepolstert. Es wird in dichtem Buschwerk, oftmals in Zypressen (Cupressus) angelegt und mit zwei bis drei Eiern versehen. Diese haben eine hellblaue Farbe und sind mit kleinen rötlich braunen Flecken überzogen. In der Regel werden die Nester in Höhen zwischen einem und 7,5 Metern gebaut, in Costa Rica wurden sie jedoch auch in Höhen von bis zu elf Metern gefunden.

## Gefährdung und Schutz
Die Bluttangare ist in den meisten seiner Verbreitungsgebiete nicht selten und wird demzufolge von der Weltnaturschutzorganisation IUCN als  „Least Concern = nicht gefährdet“ klassifiziert. Sie siedeln selbst in unruhigen Gebieten und sind damit weniger empfindlich gegenüber Umweltstörungen als andere Arten. So sind sie auch am Stadtrand von Mexiko-Stadt heimisch.